# 세계 온도 기록

1880년 이후 세계 평균 표면 온도 변화를 기록한 그래프. 기준 온도는 14°C이다.

세계 온도 기록은 여러 기간 동안의 지구의 대기와 해양의 온도 변화에 대해 다룬다. 가장 상세한 온도 기록은 1850년 체계적인 온도계에 근거하여 작성한 시기 이후부터 존재한다. 그 외에 플라이스토세 빙기가 끝난 이후 현대 홀로세 기간의 수많은 온도 추정치들이 존재한다. 이보다 더 오래 전의 기간은 고기후학적 방법을 통해 추정한다.

## 인공위성 및 기상기구 기록 (1950년대 이후)

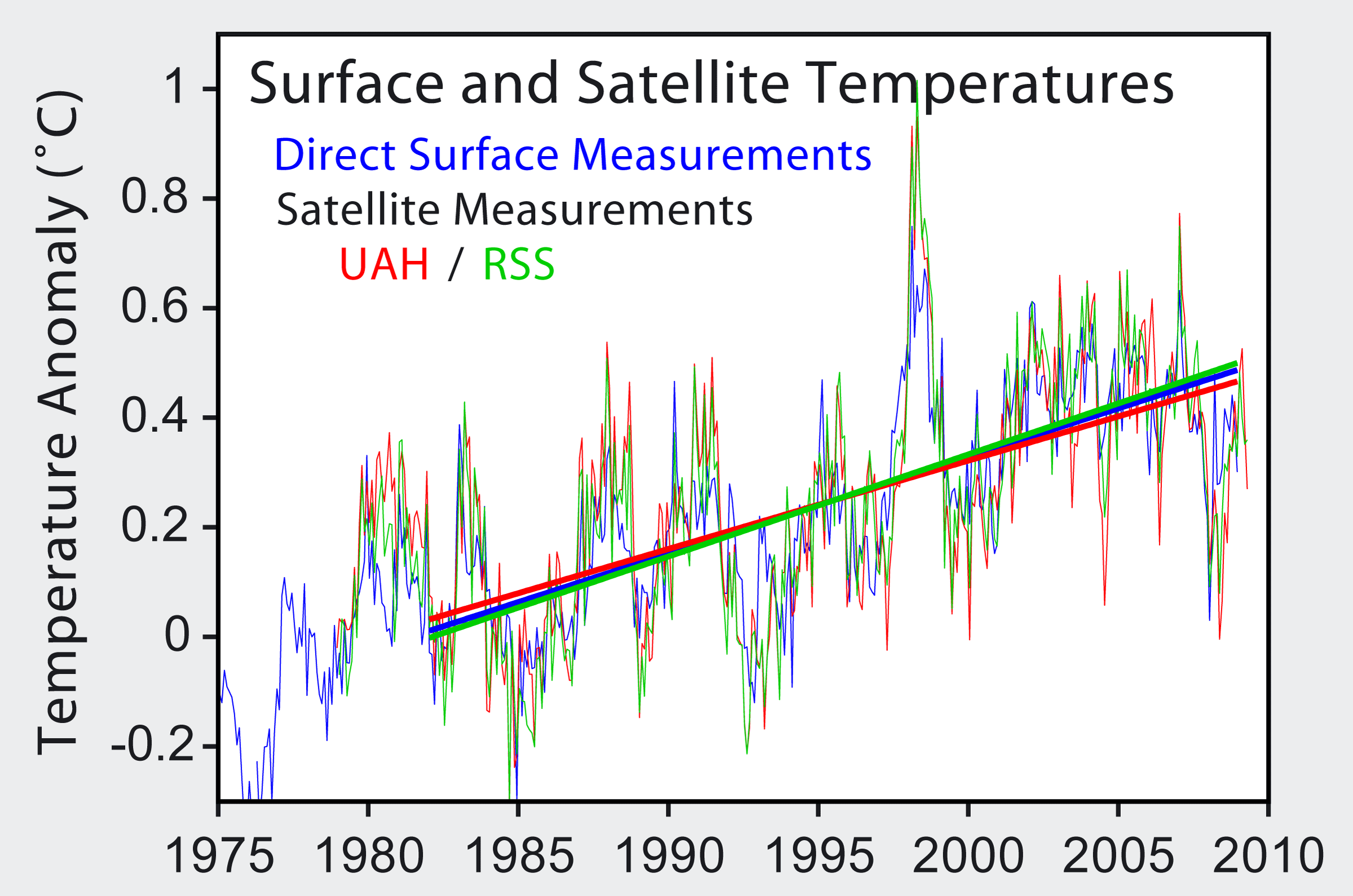
1975년 이후 인공위성을 통한 세계 평균 온도 기록.

기상 관측 기구 라디오존데를 통한 다양한 고도에서의 대기 온도 측정이 시작된 1950년대 이후 전세계에서 추정치를 구할 수 있게 되었다. 1978년 12월부터 시작된 인공위성의 마이크로파 음향 장치를 통해 대류권의 추정 온도의 데이터를 구할 수 있게 되었다.
여러 단체들이 대류권의 온도 변화를 분석하기 위해 위성 데이터를 분석하였다. 앨라베마 헌츠빌 대학의 UAH 인공위성 온도 데이터셋과 NASA가 자금을 후원한 민간 기업인 원격감지시스템(RSS) 사의 기록 모두 온도 상승 추세를 기록하였다. 앨라베마 대학 연구에서는 하부 대류권에서 1978년부터 2019년까지 10년당 0.130°C 상승하는 추세로 지속적으로 온도가 증가하였다고 추정하고 있다. 또한 RSS 사에서는 2011년 1월까지 10년당 0.148°C 상승하는 추세로 지속적으로 온도가 증가하였다고 추정하고 있다.
2004년 연구진들은 RSS 데이터 기록을 이용하여 10년당 +0.19°C 추세로 상승중이라고 발표하였다. 또한 비니코프 등 연구진들은 1978년부터 2005년까지 10년당 0.20°C 추세로 상승중이라고 발표하였다.

## 온도계 기록 (1850년대 이후)
세부적인 온도 기록은 체계적인 온도계를 이용해 기온 측정을 시작한 1850년 이후로 시작된다.

## 나이테 및 아이스 코어 기록 (1,000-2,000년 전)

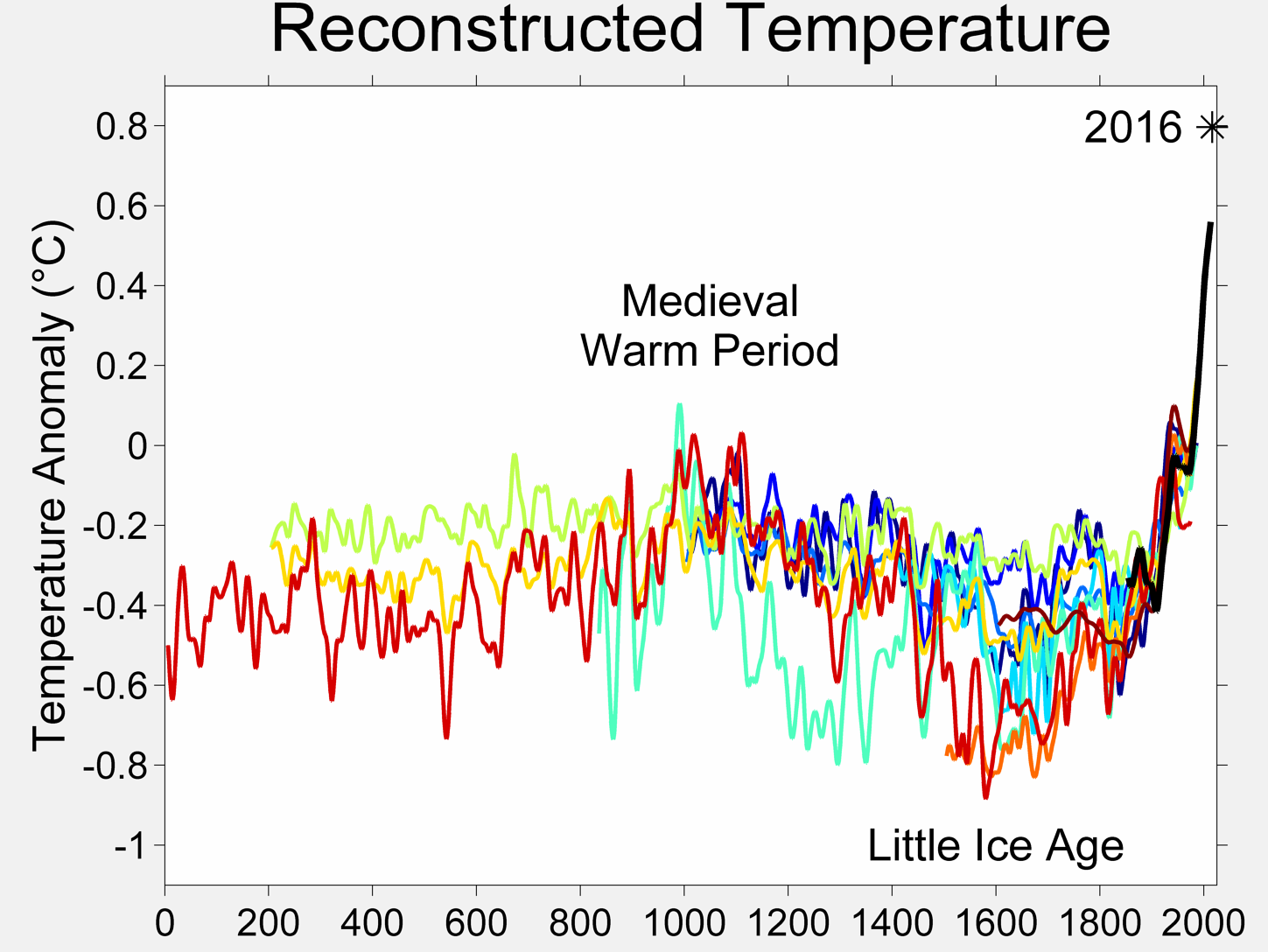
과거 2,000년간 재구성된 10건의 간접 온도 기록 변화를 한데 모아 그린 그래프.

체계적 측정 이전의 온도 기록을 재구성하는 데에는 프록시(간접) 측정 기록을 이용한다. 나무 나이테의 너비, 산호 성장 비율, 아이스 코어의 동위원소 비율 변화, 해양 및 호수 퇴적물, 동굴 내 퇴적물, 화석, 시추공 온도, 빙하 길이 기록 등은 기후 변동과 관련이 있다. 이를 통해 북반구에서는 지난 2,000년간의 온도기록을 재구성하였으며 남반구 및 열대지역은 이보다 더 짧은 범위의 기간의 온도기록을 재구성하였다.
이러한 간접적인 온도 기록은 희박하며 더군다나 온도 외에도 더 빠른 변동에 간접적 기록은 더 민감하다. 예를 들어 나이테, 아이스 코어, 산호 등은 년 단위 척도에서 성장폭에 변화가 민감하지만 시추공 재구성 기록은 열확산도에 의존하기 때문에 소규모 온도 변동은 잘 관측되지 않는다. 최선의 간접 관측 기록조차 최악의 관측 온도 기록보다 그 양이 훨씬 적기 때문에 재구성한 온도 결과의 공간적, 시간적 분해능은 매우 낮다. 측정된 간접 기록을 온도나 강수량 등 관심 있는 변수와 연관짓는 것은 꽤나 자명하지 않은 일이다. 이 때는 비슷한 기간과 지역을 포함하는 서로 다른 보완적인 간접 기록의 데이터를 모아 조정하여 최종적인 재구성 온도 기록으로 만든다.
간접 기록을 통한 온도 재구성은 2,000년 전까지를 구현하였으나 실제로 고품질의 독립적인 데이터셋을 이용한 재구성은 1,000년 전까지가 세밀하며 재구성 기록을 통한 결과는 다음과 같다.
- 지난 25년간의 평균 표면 온도 기록은 서기 1600년 이후, 어쩌면 서기 900년 이후 그 어느때보다도 가장 높다.
- 1700년대를 중심으로 소빙기가 있었다.
- 서기 1000년대를 중심으로 중세 온난기가 있었던 것으로 추정되나 정확한 시기 및 그 규모가 불확실하며 지역에 따른 편차가 높다.

### 간접적 역사 프록시 기록
자연을 통한 기록 뿐 아니라 인간이 기록한 나무의 굵기 변화 목록과 같은 수치적 기록을 통해 기후 변동을 추론할 수 있다. 온도 재구성에 사용할 수 있는 이런 역사 기록에는 템즈강의 언 강 위 스케이트 축제 기록, 풍작 및 흉작 기록, 봄의 꽃의 개화나 양의 분만 기록, 비와 눈 및 특이한 홍수나 가뭄 기록 등이 있다. 이런 기록은 역사 시기 온도를 추론하는 데 사용할 수 있지만 자연의 간접 기록보다는 정성적으로만 바라보는 데 사용된다.
최근의 기록 분석에 따르면 아이슬란드와 티베트 사이 지역에서 기원전 2200년에서 2100년 사이 갑작스럽고 짧은 기간의 기후 변화가 일어났으며, 일부 증거에서는 전세계적으로 기후 변화가 일어났다고 추정된다. 기후 변화 결과 온도가 급격히 낮아지고 강수량이 줄어들었으며 이집트 고왕국이 붕괴되는 데 큰 원인이 된 것으로 추정된다.

## 고기후 기록 (12,000년 전-현재)

지난 12,000년 간 기후 변화 및 상대적 안정성을 그린 도표.

지구의 역사에서 과거의 온도 기록에 대한 많은 추정이 이루어졌다. 고기후학의 연구에는 고대 온도 기록의 연구도 포함된다. 이 문서에서는 최근의 기온 분포를 지향하고 있기 때문에 플라이스토세 빙하 후퇴 이후의 사건에 초점을 맞추고 있다. 홀로세 시기 10,000년은 북반구의 영거 드라이아이스기 천년 냉각기가 끝난 이후의 대부분을 차지한다. 홀로세 최적기는 20세기 평균보다 따뜻하긴 하나 영거 드라이아이스기 시작 이래로 수많은 지역적 변화가 일어났다.

## 아이스 코어 기록 (80만년 전-현재)

남극의 EPICA 아이스 코어 기록을 통해 재구성한 온도 기록 추정치 그래프. 오늘 날짜는 오른쪽 끝에 있다.

고기후 기록보다 더 긴 기록은 극히 소수만 존재한다. 남극의 EPICA 아이스 코어 기록은 80만년 전 기록까지 있으며, 기타 비슷한 아이스 코어 기록은 10만년 전 기록까지 남아 있다. EPICA에는 총 8번의 빙하기/간빙기 주기가 존재한다. 그린란드의 NGRIP 기록은 10만년 전까지 있으며, 5천년 전의 에미안 간빙기도 드러나 있다. 아이스 코어는 장기간의 규모에서는 명확한 방향성이 드러나지만 세부 사항을 해석하고 동위원소 비율 변화를 온도 변화와 연관짓는데에는 아직 여러 문제가 있다.

## 지질학적 기록 (100만년 전-현재)

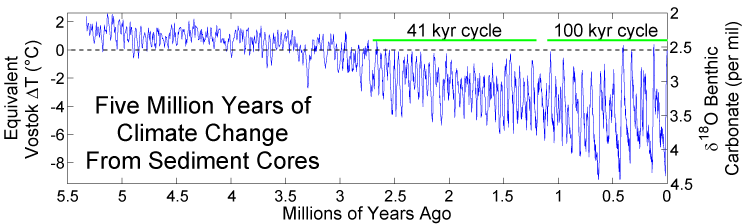
심해 침전물 코어의 산소 동위원소 비율을 기반으로 궤도 강제 모델(Lisiecki and Raymo 2005 기반)과 보스토크 기지의 아이스 코어 온도 기준을 이용하여 재구성한 지난 500만년간의 기후 역사 재구성 그래프.

더 긴 시간 척도에서는 침전물 코어를 이용하여 빙하기와 간빙기 주기가 약 4천만년 전 남극 대륙의 빙하화가 시작된 이후 장기간에 걸친 빙하기 진입의 일부분임을 보여줌을 확인할 수 있다. 빙하기의 심화기와 이에 따르는 빙기-간빙기 주기는 대체로 북반구의 빙붕 성장과 함께 약 3백만년 전부터 시작되었다. 이러한 종류의 지구 기후의 점진적인 변화는 지구의 지난 4억 5천만년 간 빈번하게 일어났으며 대부분의 경우 대륙과 해양 구성의 변화에 기반한다.

## 같이 보기
- 지구 온난화
- 기후 변화